# Sanche IV (roi de Pampelune)
Pour les articles homonymes, voir Sanche IV.
Sanche IV Garcés de Navarre, dit « Le Noble » ou « él de Peñalén » (né en 1039 et mort assassiné le 4 juin 1076), est roi de Pampelune de 1054 à 1076. 

## Règne
Sanche est le fils de García IV de Navarre et d'Étiennette de Bigorre. Il est assassiné en 1076 à Peñalén par des barons navarrais qui donnent le royaume de Pampelune à son cousin Sancho Ramirez roi d'Aragon.

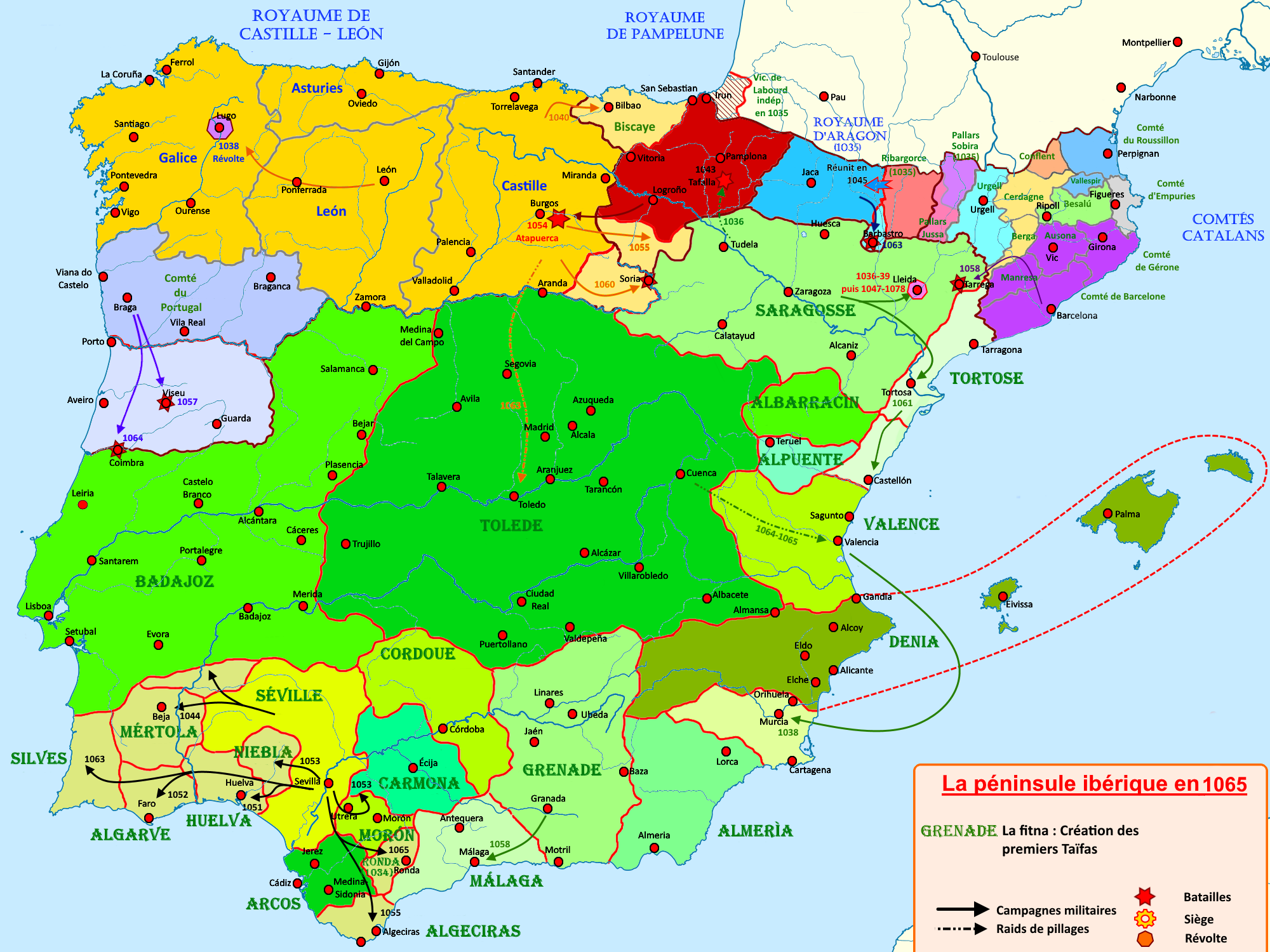
Le royaume de Navarre en 1065.
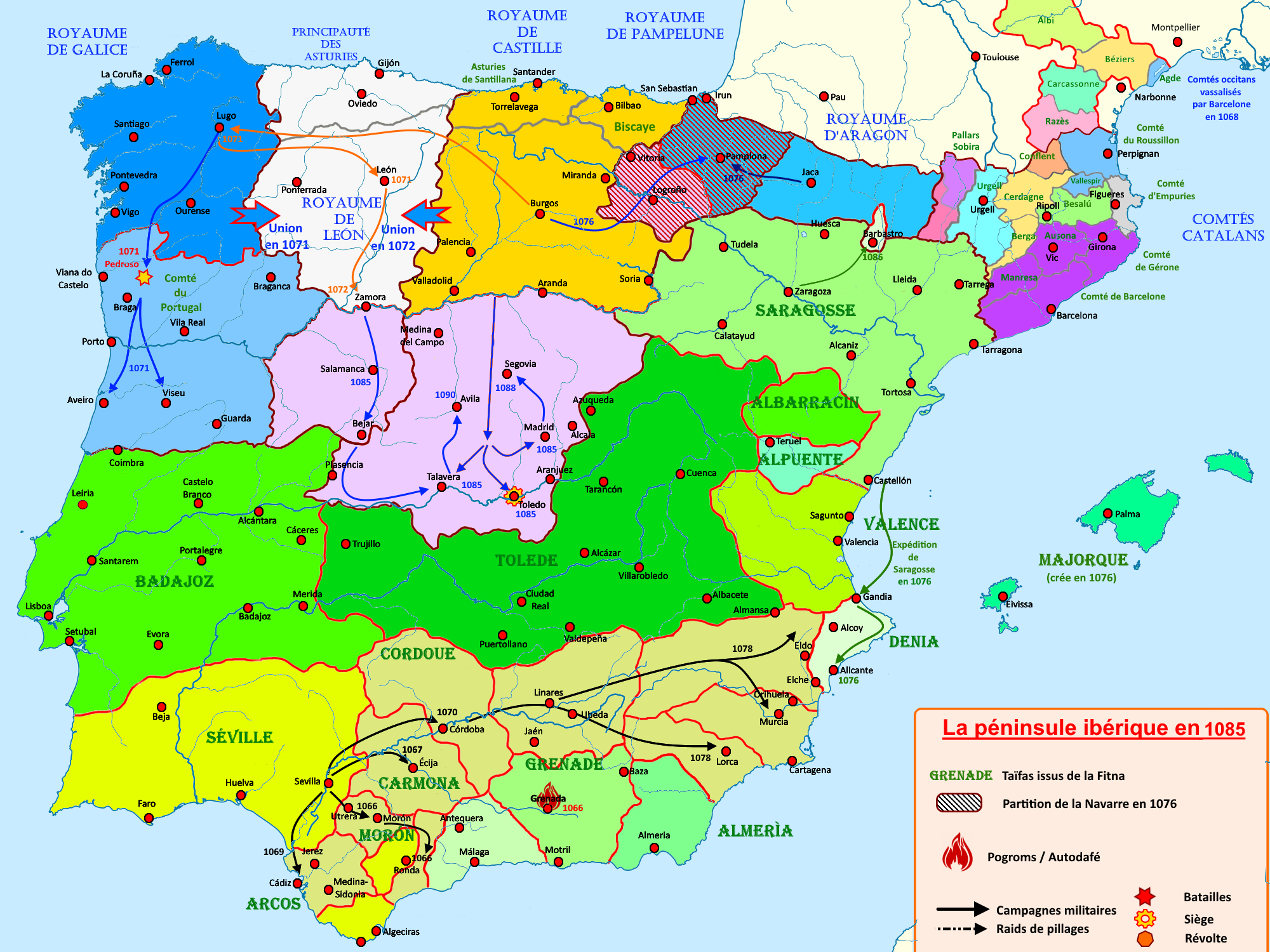
Le royaume de Navarre en 1076.

## Union et postérité
Sanche IV épouse vers 1068 une certaine Placencia d'origine inconnue (morte après 1068). D'une maîtresse également inconnue il laisse:
- Garcia Sanchèz de Pampelune (mort à Tolède après 1092) Roi titulaire de Pampelune en 1076, évincé par Sancho Ramirez roi d'Aragon et les nobles navarrais ;
- Garcia Sanchèz de Pampelune (mort après 1092) (Garsea et alter Garsea, germani, filii Sanchii regis Nagerensis dans une charte du Monastère de Valvarena en 1092).